# Gresa Bakraçi
Gresa Bakraçi (* 11. September 1995) ist eine kosovarische Leichtathletin, die sich auf den Mittelstreckenlauf spezialisiert hat.

## Sportliche Laufbahn
Erste internationale Erfahrungen sammelte Gresa Bakraçi im Jahr 2018, als sie bei den Balkan-Hallenmeisterschaften in Istanbul in 2:17,28 min den dritten Platz im B-Lauf belegte. Anschließend gewann sie bei den Meisterschaften der kleinen Staaten Europas in Schaan in 2:13,88 min die Bronzemedaille über 800 Meter und schied danach bei den Mittelmeerspielen in Tarragona mit 2:13,41 min im Vorlauf aus. Ende Juli wurde sie bei den Balkan-Meisterschaften in Stara Sagora in 2:16,67 min Dritte im B-Lauf und startete anschließen dank eine Wildcard bei den Europameisterschaften in Berlin, bei denen sie mit 2:14,22 min aber nicht über die erste Runde hinauskam. Im Jahr darauf erreichte sie bei den Balkan-Hallenmeisterschaften in Istanbul nach 2:15,22 min Rang neun und bei den Freiluftmeisterschaften in Prawez kam sie über 800 Meter nicht ins Ziel, belegte in 4:37,22 min den neunten Platz im 1500-Meter-Lauf und gewann über 3000 Meter in 10:23,37 min die Silbermedaille. Zudem stellte sie in diesem Jahr mit 4:50,41 min einen neuen Landesrekord in der Halle über 1500 Meter auf. 2021 wurde sie dann bei den Balkan-Hallenmeisterschaften in Istanbul in 2:14,55 min Zwölfte über 800 Meter. Im Oktober wurde sie beim Tirana-Halbmarathon nach 1:26:25 h Dritte und 2022 gelangte sie bei den Balkan-Hallenmeisterschaften in Istanbul mit neuem Landesrekord von 4:24,10 min auf Rang vier über 1500 m und anschließend schied sie bei den Hallenweltmeisterschaften in Belgrad mit 4:28,40 min im Vorlauf aus. Zudem wurde sie beim Split-Halbmarathon nach 1:17:24 h Dritte. Im Juni belegte sie bei den Balkan-Meisterschaften in Craiova in 4:23,87 min den sechsten Platz über 1500 Meter und gewann in 9:33,74 min die Bronzemedaille über 3000 Meter hinter den Türkinnen Emine Hatun Mechaal und Fatma Arık. Anschließend gelangte sie bei den Mittelmeerspielen in Oran mit 4:27,76 min auf den zehnten Platz über 1500 Meter und startete anschließend dank einer Wildcard über diese Distanz bei den Weltmeisterschaften in Eugene und kam dort mit 4:22,77 min nicht über die Vorrunde hinaus. Daraufhin schied sie auch bei den Europameisterschaften in München mit 4:38,10 min in der ersten Runde aus.
2023 schied sie bei den Halleneuropameisterschaften in Istanbul mit neuem Landesrekord von 9:36,96 min im Vorlauf über 3000 Meter aus. Im Juni wurde sie bei der 3. Liga der Team-Europameisterschaft im Rahmen der Europaspiele in Chorzów in 2:07,67 min Fünfte über 800 Meter und in 10:42,39 min Fünfte über 3000 m Hindernis. Zudem wurde sie in der Mixed-Staffel in 3:37,59 min Dritte im B-Lauf. Im August gewann sie bei den Spielen der Frankophonie in Kinshasa in 10:48,25 min die Silbermedaille über 3000 m Hindernis hinter der Marokkanerin Ikram Ouaaziz. Kurz darauf kam sie bei den Weltmeisterschaften in Budapest in der ersten Runde über 1500 Meter nicht ins Ziel. Im Jahr darauf belegte sie bei den Balkan-Hallenmeisterschaften in Istanbul in 4:23,01 min den siebten Platz über 1500 Meter. Ende Mai gelangte sie bei den Freiluft-Balkan-Meisterschaften in Izmir mit 4:36,11 min auf den achten Platz über 1500 Meter und gewann über 3000 Meter in 9:35,44 min die Bronzemedaille hinter den Türkinnen Burcu Subatan und Bahar Atalay. Kurz darauf schied sie bei den Europameisterschaften in Rom mit 2:08,35 min in der ersten Runde über 800 Meter aus. Im August wurde sie bei den Olympischen Sommerspielen in Paris in der Hoffnungsrunde über 800 Meter wegen einer Bahnübertretung disqualifiziert. Zudem war sie Fahnenträgerin des Kosovo während der Abschlussveranstaltung der Spiele.

## Persönliche Bestleistungen
- 600 Meter: 1:36,24 min, 18. Mai 2019 in Skopje (nationale Bestleistung)
- 800 Meter: 2:07,67 min, 21. Juni 2023 in Chorzów (kosovarischer Rekord)
  - 800 Meter (Halle): 2:09,53 min, 13. Februar 2022 in Zagreb (kosovarischer Rekord)
- 1000 Meter: 2:52,78 min, 21. Juli 2023 in Mol (kosovarischer Rekord)
- 1500 Meter: 4:20,05 min, 1. Juli 2023 in Budapest (kosovarischer Rekord)
  - 1500 Meter (Halle): 4:23,01 min, 10. Februar 2024 in Istanbul (kosovarischer Rekord)
- 3000 Meter: 9:24,24 min, 17. Juni 2023 in Ciney (kosovarischer Rekord)
  - 3000 Meter (Halle): 9:36,96 min, 2. März 2023 in Istanbul (kosovarischer Rekord)
- 5000 Meter: 18:05,90 min, 22. Juni 2024 in Gibraltar (kosovarischer Rekord)
- Halbmarathon: 1:17:24 h, 27. Februar 2022 in Split (kosovarischer Rekord)
- 3000 m Hindernis: 10:42,39 min, 22. Juni 2023 in Chorzów (kosovarischer Rekord)